# Saturn IB
För andra betydelser, se Saturn.
Saturn IB var en vidareutveckling av Saturn I och nära släkt med Saturn V. Saturn IB användes för att testa Apolloprogrammets kommando- och servicemodul och månlandare i omloppsbana runt jorden. Den användes även vid alla bemannade flygningar till den amerikanska rymdstationen Skylab och i mötet mellan ett amerikanskt och ett sovjetiskt rymdskepp 1975 i det så kallade Apollo-Sojuz-testprojektet. 

## S-IB
Första raketsteget bestod av flera sammansatta första steg från redan beprövade raketer. Åtta bränsletankar från PGM-11 Redstone raketens första steg, monterades runt en bränsletank från en PGM-19 Jupiter rakets första steg. I botten på raketsteget satt fyra fasta och fyra styrbara H-1 raketmotorer. 

## S-IVB
Raketens andra steg var en förlängd version av Saturn I-raketens andra steg. Istället för sex RL-10 raketmotorer, drevs steget av en J-2 raketmotor.

## Uppskjutningar
| Datum            | Utförande | Nyttolast | Notering                                                                   |
| 26 februari 1966 | Lyckad    | AS-201    | Obemannad CSM                                                              |
| 5 juli 1966      | Lyckad    | AS-203    |                                                                            |
| 25 augusti 1966  | Lyckad    | AS-202    | Obemannad CSM                                                              |
| 22 januari 1968  | Lyckad    | Apollo 5  | Raketen var den samma som skulle ha använts vid uppskjutningen av Apollo 1 |
| 11 oktober 1968  | Lyckad    | Apollo 7  | Första bemannade flygningen                                                |
| 25 maj 1973      | Lyckad    | Skylab 2  |                                                                            |
| 28 juli 1973     | Lyckad    | Skylab 3  |                                                                            |
| 16 november 1973 | Lyckad    | Skylab 4  |                                                                            |
| 15 juli 1975     | Lyckad    | ASTP      |                                                                            |